# 祈りのちから
『祈りのちから』（原題:War Room）は2015年にアメリカ合衆国で公開されたドラマ映画である。監督はアレックス・ケンドリック、主演はプリシラ・シャイラーとT・C・ストーリングスが務めた。

## ストーリー
ジョーダン夫妻は豪邸に住み、子宝にも恵まれた豊かな暮らしをしていたが、倦怠期に悩まされていた。製薬会社の営業マンとしてアメリカ各地を飛び回るトニーは、ほとんど家にいなかった。それに対して不満を募らせていたエリザベスは、夫に向けるべき不満を娘のダニエルに向け、日々罵倒を繰り返していた。ついには、夫が不倫しているのではないかという疑念を抱くに至ってしまった。
不動産の仲介人として働くエリザベスは、ミス・ウィリアムズの家の売却を手がけることとなった。ミス・ウィリアムズはエリザベスがストレスを抱えていることを見抜き、「ご主人に向かって祈りなさい。結婚生活にちゃんと向き合わないといけませんよ。」と諭した。突然のアドバイスに戸惑うエリザベスに、ミス・ウィリアムズは特別なクローゼットを見せた。それは彼女が「ウォー・ルーム」と呼んでいるクローゼットで、祈るための場所として使っているものだった。ミス・ウィリアムズは「敵と戦うために、あなたは膝を突いて祈らなければなりません」とエリザベスに力説した。エリザベスは助言通りに夫に祈り始めた。
その頃、トニーは出張先で美しい女性とディナーを共にしていた。女性から自宅に招待されたトニーは喜んでその申し出を受けたが、突然吐き気を催し、立てなくなるほどの状態に陥った。
それから間もなくして、トニーは薬品サンプルを盗んだために会社を首になってしまった。どん底に落ちたと嘆くトニーだったが、自分が神の教えに反した生き方をしていたと自覚するに至った。その瞬間、トニーはたとえ刑務所に入ることになったとしても、盗んだサンプルを返却しなければならないという情動に駆られることとなった。薬品を返却しに行ったとき、トニーのかつての上司は、改悛したトニーの姿に心打たれ、刑事訴訟を取りやめた。
心のゆとりを取り戻したトニーはダニエルがロープ登りを得意としていることに気が付いた。そこで、トニーはダニエルに「友達と一緒にロープ登りコンテストに出場してみてはどうか」と持ちかけた。トニーのチームは大会で惜しくも2位となったが、一緒の時間を過ごすことで、父と娘の間に強い絆が生まれた。一方、エリザベスはミス・ウィリアムズの家を引退した司祭に売却することに成功した。新しい家に入った司祭は、クローゼットに目を留め、「この中で元の持ち主が祈っていたのですね」と呟いた。それから間もなくして、トニーは地元のコミュニティセンターで新しい職を得ることができた。トニーの収入は製薬会社に勤務している頃に比べて少なくなったが、家族3人の心は前よりもずっと豊かになった。

## キャスト
※括弧内は日本語吹替
- プリシラ・シャイラー - エリザベス・ジョーダン（沢海陽子）
- T・C・ストーリングス - トニー・ジョーダン（白熊寛嗣）
- カレン・アバクロンビー - ミス・クララ・ウィリアムズ（片岡富枝）
- アレックス・ケンドリック - コールマン・ヤング（宮﨑聡）
- マイケル・Jr - マイケル（小松史法）
- アレーナ・ピッツ - ダニエル・ジョーダン（末柄里恵）
- ベス・ムーア - マンディ（大井麻利衣）
- テナエ・ダウニング - ヴィクトリア・ドレイク（堀越知恵）
- ベン・デイヴィース - 警察官

## 製作
本作を製作するに当たって、アレックスとスティーヴンはシャーウッド・ピクチャーズから独立する決断を下した。2人はその理由として、教会の他のメンバーから疎外されていたことを挙げている。独立した2人はフェイスステップ・フィルムズとソニー・ピクチャーズと組むことになった。アレックスは本作のタイトルに関して「『War Room』というタイトルを付けたのは、闘争に入る前には、神に正しい戦略について尋ねなければならないという信念があったからです。闘争というのは、日々の生活の中で直面する種々の問題のことです。」「War Roomというアイデアを私たちに授けてくれたのは神でしょう。」と語っている。

### 黒人の描写に関して
当初の計画では、本作の主要登場人物は白人となっていた。しかし、ある晩、アレックスは黒人を多数起用した映画を撮影する夢を見た。彼がそれを神の啓示と確信したため、主要キャストの大半にアフリカ系の俳優が起用されることとなった。脚本も夢を参考に修正されることとなった。その計画について報告を受けたソニーは、白人が経営するプロダクションが黒人を多数起用した映画を製作することに難色を示したが、ケンドリック兄弟はそれを一顧だにしなかった。また、アファーム・フィルムズからは「登場人物が別の人種だったなら、この映画は違ったものになっただろう。」というコメントをもらったのだという。
本作がアメリカで公開される1ヶ月前にチャールストン教会銃乱射事件が発生したため、製作サイドは事件と本作の公開時期の間に関連はないというコメントを発表した。
T・C・ストーリングスは本作に関して「この世界には白人と黒人が多くいて、彼らは家族とともに生活し、眼前の問題に取り組んでいます。彼等は凶悪犯やギャングの首領ではありません。『祈りのちから』はステレオタイプを反転させることで、社会の真実を伝えているのです。人種による緊張は危険なものですし、人々は死にかけています。我々の多くはその様子を見て『何とかしたい』と思うわけです。我々は声を上げたりツイートしたりしますが、この問題は人類では抱えきれないほど大きな問題です。この映画は人々にこうした問題を神へと伝える方法を提示しているのです。祈りこそ諸問題と戦う上で最強の武器になるものだと教えてくれるのです。」と語っている。

### 撮影
本作の主要撮影は2014年夏にノースカロライナ州で行われた。ロケ地にはシャーロット、カナポリス、コンコード、ヒッコリー、ハンターズビルが選ばれた。なお、ポストプロダクション作業では、シャーロットの町のスカイラインが修正され、大きな樹木が風景に追加された。

## 音楽
2015年8月7日、プロヴィデント・レーベル・グループとソニー・ミュージックは本作にインスパイアされた楽曲のアルバムと本作のサウンドトラックをアメリカで発売した。

### アルバム
| #   | タイトル                                                   | 作詞 | 作曲                                   |
| --- | ---------------------------------------------------------- | ---- | -------------------------------------- |
| 1.  | 「Warrior」                                                |      | スティーヴン・カーティス・チャップマン |
| 2.  | 「Impossible」                                             |      | ビルディング429                        |
| 3.  | 「Press On」                                               |      | マンディーサ                           |
| 4.  | 「Me Without You (Remix)」                                 |      | トビーマック                           |
| 5.  | 「Crazy Faith」                                            |      | ジョン・ウォーラー                     |
| 6.  | 「Shake Yourself Loose」                                   |      | ヴィッキー・ワイナンス                 |
| 7.  | 「Amen」                                                   |      | アイ・アム・ゼイ                       |
| 8.  | 「To Know You」                                            |      | キャスティング・クラウンズ             |
| 9.  | 「Healing Begins」                                         |      | テンス・アヴェニュー・ノース           |
| 10. | 「Movie Score – (Raise ‘Em Up, Lord / Rekindle the Fire)」 |      | ポール・ミルズ                         |

### サウンドトラック
| 全作曲: ポール・ミルズ。 |                               |       |                |      |
| #                        | タイトル                      | 作詞  | 作曲・編曲     | 時間 |
| 1.                       | 「Opening」                   |       | ポール・ミルズ | 2:33 |
| 2.                       | 「Mad Ball」                  |       | ポール・ミルズ | 0:45 |
| 3.                       | 「Wall of Remembrance」       |       | ポール・ミルズ | 0:36 |
| 4.                       | 「Slick Salesman」            |       | ポール・ミルズ | 1:17 |
| 5.                       | 「Temptation」                |       | ポール・ミルズ | 0:49 |
| 6.                       | 「I Call It My War Room」     |       | ポール・ミルズ | 2:26 |
| 7.                       | 「Contemplation」             |       | ポール・ミルズ | 0:35 |
| 8.                       | 「Love Me a Little」          |       | Paul Mills     | 1:38 |
| 9.                       | 「My Favorite Rep」           |       | ポール・ミルズ | 1:07 |
| 10.                      | 「Do It for Me」              |       | ポール・ミルズ | 0:46 |
| 11.                      | 「Knife Point」               |       | ポール・ミルズ | 0:28 |
| 12.                      | 「Truth and Grace」           |       | ポール・ミルズ | 1:37 |
| 13.                      | 「Learning to Fight」         |       | ポール・ミルズ | 7:25 |
| 14.                      | 「Kicking Out the Devil」     |       | ポール・ミルズ | 2:28 |
| 15.                      | 「Tired Sense」               |       | ポール・ミルズ | 2:07 |
| 16.                      | 「Nightmare」                 |       | ポール・ミルズ | 0:32 |
| 17.                      | 「Discovering the War Room」  |       | ポール・ミルズ | 1:23 |
| 18.                      | 「Forgive Me」                |       | ポール・ミルズ | 3:13 |
| 19.                      | 「I Was Impressed」           |       | ポール・ミルズ | 0:58 |
| 20.                      | 「I Am Not Done with Us」     |       | ポール・ミルズ | 2:58 |
| 21.                      | 「I Can Do Better」           |       | ポール・ミルズ | 1:56 |
| 22.                      | 「Jump with Us」              |       | ポール・ミルズ | 1:00 |
| 23.                      | 「My Bonus Plan」             |       | ポール・ミルズ | 1:15 |
| 24.                      | 「Whatever the Consequences」 |       | ポール・ミルズ | 2:31 |
| 25.                      | 「That Was Grace」            |       | ポール・ミルズ | 2:16 |
| 26.                      | 「Baked In」                  |       | ポール・ミルズ | 1:09 |
| 27.                      | 「Answer to My Prayers」      |       | ポール・ミルズ | 3:29 |
| 28.                      | 「Good Samaritan」            |       | ポール・ミルズ | 1:22 |
| 29.                      | 「That’s My Dad」             |       | ポール・ミルズ | 0:34 |
| 30.                      | 「Raise ‘Em Up, Lord」        |       | ポール・ミルズ | 3:24 |
| 31.                      | 「Rekindle the Fire」         |       | ポール・ミルズ | 2:32 |
| 合計時間:                | 合計時間:                     | 57:05 |                |      |

## 興行収入
2015年8月27日（木曜日）のレイトショーにおいて、本作は60万ドルを稼ぎ出した。28日、本作は全米1135館で封切られ、1135万ドルを稼ぎ出し、週末興行収入ランキング初登場2位となった。同週は公開3週目の『ストレイト・アウタ・コンプトン』が全米3142館で1313万ドルを稼ぎ出し、週末興行収入ランキング1位となったが、本作はその3分の1の公開規模で同等の興行収入を稼ぎ出した。
公開2週目。本作は全米1526館で公開され、948万ドルを稼ぎ出し、週末興行収入ランキング1位となった。公開1週目に週末興行収入ランキング1位になれなかった作品が、公開2週目に1位となるのは希有な例である。また、1000万ドル以下の興行収入でランキング1位になったのは、2012年9月第1週の『ポゼッション』以来のことであった。
映画関係者は本作が興行的成功を収めると予想していなかったため、少なからぬ衝撃が走ることとなった。CNNは本作のヒットについて「エンターテインメント業界において、『祈りのちから』の大ヒットは、ダビデが巨人ゴリアテを倒したようなものと形容されるだろう。」と評している。

## 評価
本作はキリスト教関連のメディアからは絶賛されたが、そうでないメディアからは批判された。『ザ・クリスチャン・ポスト』は本作を「ケンドリック監督の前2作（『フェイシング・ザ・ジャイアント』と『ファーザーズ』）より良い出来の作品だ。」と評した。一方、『A.V.クラブ』は「気迫に欠ける上に、想像力を働かせていない。」「夫の苦悩の真の原因が夫婦間での話し合いを必要とする問題ではなく、悪魔にあると女性に信じ込ませるような悪しき作品だ。」と酷評している。